# 沙圖爾斯科耶湖
55°14′5″N 40°1′51″E / 55.23472°N 40.03083°E
沙圖爾斯科耶湖（俄语：Шатурское），是俄羅斯的湖泊，位於該國西部，由莫斯科州和梁贊州負責管轄，面積1平方公里，海拔高度112米，該湖泊最大水深1.5米。